# Thomas Reiner (Schauspieler)

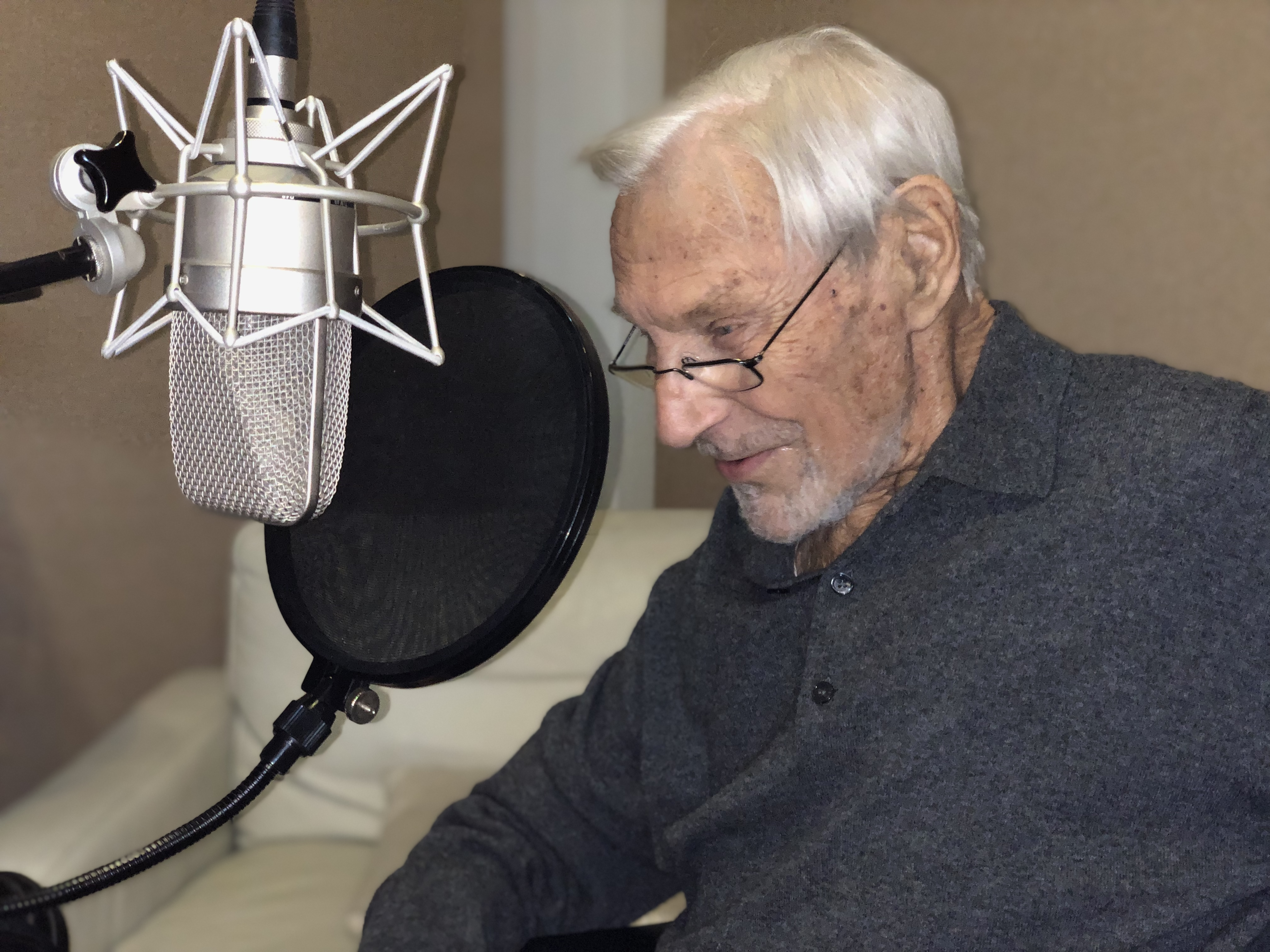
Thomas Reiner während Sprachaufnahmen zum Hörbuch "Die dunklen Sagen aus Baden", 2019

Thomas Reiner (* 29. Oktober 1926 in Stuttgart; † 27. Juli 2024; eigentlich Horst-Otto Reiner) war ein deutscher Schauspieler und Synchronsprecher.

## Leben
Nach Notabitur und einer Schauspielausbildung gab er 1944 sein Theaterdebüt an der Württembergischen Landesbühne Esslingen als Herzog Alba in Don Karlos. Danach leistete er Kriegsdienst.
1945 konnte er seine Laufbahn am Holsteinischen Landestheater Flensburg fortsetzen. Von 1946 bis 1948 war er am Neuen Theater Stuttgart engagiert, 1948/49 am Theater der Freien Hansestadt Bremen, von 1950 bis 1952 am Theater der Stadt Heidelberg, 1953/54 am Staatstheater Kassel und in den Jahren 1954 bis 1956 am Schauspielhaus Bochum. Seither war er freischaffend.
Ab Mitte der 1950er Jahre stand Thomas Reiner auch häufig vor der Kamera, zu seinen bekanntesten Rollen gehören die des Inspektor Silvester im italienischen Thriller Blutige Seide und die des Adjutanten Spring-Brauner in der Science-Fiction-Serie Raumpatrouille.
Im Synchronstudio lieh Reiner seine markante Stimme u. a. Vincent Price (Reise in die Angst und Die Nacht der Schreie), James Donald in Gesprengte Ketten, Geoffrey Bayldon in der Bond-Parodie Casino Royale, Clint Walker in der Westernkomödie Sam Whiskey, dem schottischen Polizisten in der Fernsehverfilmung von Robbi, Tobbi und das Fliewatüüt, Jean-Pierre Cassel in Die Rückkehr der Musketiere, Peter Boyle (Während Du schliefst) und John Neville (Düstere Legenden). In der Serie Bezaubernde Jeannie sprach er Dr. Bellows (Hayden Rorke) und in der Serie Daktari den Distriktoffizier Hedley (Hedley Mattingly). In den Zeichentrickfilmen der Asterix-Reihe war er als Druide Miraculix und Julius Caesar zu hören, in der Zeichentrickserie Als die Tiere den Wald verließen synchronisierte er den Fasan, bei der Gummibärenbande sprach er den Herzog Igzorn, bei den Mumins sprach er Herrn Hemul, Fans der Serie Futurama kennen ihn als Professor Hubert Farnsworth und in der Anime-Serie Inuyasha lieh er dem Großvater der Protagonistin die Stimme. Des Weiteren hat er Apollus in Power Stone synchronisiert. Seine leicht knarzig-nasale Stimme war prädestiniert für würdevolle Autoritätspersonen und galt als eine der bekanntesten deutschen Synchronstimmen überhaupt.
Im Fernsehen war er des Öfteren in schwäbischen Dialektrollen zu sehen, so zum Beispiel als Rechtsanwalt Schlitz im Königlich Bayerischen Amtsgericht.

## Filmografie (Auswahl)
- 1956: Rot ist die Liebe
- 1957: Die Prinzessin von St. Wolfgang
- 1958: Die Landärztin
- 1962: Zwei Bayern in Bonn
- 1963–1979: Der Komödienstadel (Fernsehreihe)
  - 1963: Der Schusternazl
  - 1963: Der Geisterbräu
  - 1979: Der Geisterbräu
- 1963–1967: Das Kriminalmuseum (Fernsehreihe)
  - 1963: Nur ein Schuh
  - 1964: Tödliches Schach
  - 1965: Die Ansichtskarte
  - 1967: Die Reisetasche
- 1964: Blutige Seide (Sei donne per l’assassino)
- 1964: Erzähl mir nichts
- 1964–1968: Die fünfte Kolonne (Fernsehserie)
  - 1964: Schattenspiel
  - 1964: Der Gast
  - 1968: Eine Million auf Nummernkonto
- 1964: Maibritt, das Mädchen von den Inseln
- 1964: Lausbubengeschichten
- 1965: Und nicht mehr Jessica (Fernsehfilm)
- 1966: Raumpatrouille (Fernsehserie)
- 1966–1968: Die seltsamen Methoden des Franz Josef Wanninger
  - 1966: Rivalitäten
  - 1968: Einbruch 685
- 1967: Die drei Supermänner räumen auf (I fantastici tre supermen)
- 1968: Der nächste Herr, dieselbe Dame
- 1968: Zum Teufel mit der Penne
- 1969: Champagner für Zimmer 17
- 1969–1972: Königlich Bayerisches Amtsgericht (Fernsehserie)
- 1972: Ein Chirurg erinnert sich (Fernsehserie)
- 1972–1982: Tatort (Fernsehreihe)
  - 1972: Kennwort Fähre
  - 1973:  Tote Taube in der Beethovenstraße (Stimme)
  - 1982: Tod auf dem Rastplatz
- 1978: Eine seltsame Bescherung
- 1979: Der Alte – Der Abgrund (Fernsehserie)
- 1979: Der Ruepp (Fernsehfilm)
- 1986–1990: Der Eugen (Fernsehserie)
- 1994–1995: Forsthaus Falkenau (Fernsehserie)
- 1996: Und keiner weint mir nach
- 2003: Raumpatrouille Orion – Rücksturz ins Kino

### Synchronarbeiten (Auswahl)
- 1967–1970, 1988–1989, 1998: Bezaubernde Jeannie (Synchronsprecher von Hayden Rorke als Dr. Bellows)
- 1983: Zwei bärenstarke Typen (Synchronsprecher von Harold Bergmann als Sam)
- 1984–1986: Robin Hood (Synchronsprecher von Philip Jackson als Abt Hugo de Rainault)
- 1988, 1991: Disneys Gummibärenbande (Sprecher von Herzog Sigmund Igzorn)
- 1993–1995: Als die Tiere den Wald verließen (Sprecher von Herrn Fasan)
- 2000–2014: Futurama (Sprecher von Prof. Hubert J. Farnsworth)
- 2019: Goblin – Das ist echt Troll (Sprecher des Seekönigs)

## Hörspiele
- 1948: Eberhard Kuhlmann: Ruf durch den Äther (Bob) – Regie: Paul Land (Hörspiel – SDR)